# Blue Labour
Blue Labour är en inflytelserik idéströmning inom det brittiska Labourpartiet. Företrädare för Blue Labour anser att det socialdemokratiska partiet måste hitta en ny väg för att vinna tillbaka väljare från arbetarklassen. Man förespråkar en mer konservativ politik inom områden som invandringspolitik, kriminalpolitik och Europeiska unionen, och ett tydligt ställningstagande mot nyliberala ekonomiska idéer till förmån för gillesocialism, korporativism och en politik för det gemensamma bästa ("Common good"). Företrädarna för idéströmningen anser också att den traditionella välfärdsstaten är för byråkratisk och att mer fokus bör riktas mot lokala demokratiska institutioner. 
Bland de mest välkända företrädarna för Blue Labour återfinns Maurice Glasman, akademiker och parlamentsledamot för Labour, James Purnell, minister i Tony Blairs och Gordon Browns regeringar, Jon Cruddas, parlamentsledamot för Labour, Marc Stears, politisk filosof vid Oxfords universitet, Jonathan Rutherford, professor i kulturvetenskap vid Middlesex University och Chuka Umunna, tidigare parlamentsledamot för Labour och Liberaldemokraterna.